# 남궁경호
남궁경호(1991년 6월 5일 ~ )는 대한민국의 희극 배우이다.

## 학력
- 성남고등학교 연극영화과
- 인덕대학 방송연예과

## 연기 활동
예능
- KBS2《개그콘서트》
  - 〈리얼토크쇼〉
  - 〈이기적인 특허소〉
  - 〈감수성〉
  - 〈모던보이〉
  - 〈아빠와 아들〉
  - 〈KBS 스페셜 그것이 알고싶은 추적 60분 수첩〉
  - 〈"......"〉유민상의 사위 역
  - 〈일당뛰어〉
  - 〈시청자 의견〉
  - 〈나는 킬러다〉삼형제킬러 빨노파 (파랑) 역
  - 〈장스타 Ent〉

## 유행어
- 빨노파다 (나는 킬러다)
- 실패다 (나는 킬러다)